# Xian de Jinning
Pour les articles homonymes, voir Jinning.
Le xian de Jinning (晋宁县 ; pinyin : Jìnníng Xiàn) est un district administratif de la province du Yunnan en Chine. Il est placé sous la juridiction de la ville-préfecture de Kunming.

## Démographie
La population du district était de 262 172 habitants en 1999.La population du district était de 283 784 habitants en 2010.